# SAGEM myW-7
SAGEM myW-7 – telefon komórkowy trzeciej generacji, firmy SAGEM, obsługujący standard 3G/UMTS. Dzięki wbudowanemu odtwarzaczowi MP3, możliwe jest odsłuchiwanie utworów w tym formacie.

## Dane techniczne

### Bateria
- Typ baterii: Litowo-jonowa.
- Masa baterii: 120 g.
- Czas rozmów: do 4 godzin.
- Czas spoczynku: do 300 godzin.
- Wymiary: 112x46x20mm.
- Objętość: 96 cm³.

### Pamięć
- Pamięć książki telefonicznej do 1 MB.
- Pamięć na wiadomości: do 100 MMS-ów lub 500 SMS-ów.
- Czytnik kart microSD
- 6 MB wbudowanej pamięci przeznaczonej na wygaszacze, polifoniczne dzwonki, zdjęcia

### Wyświetlacz
- Liczba kolorów: 262 144.
- Liczba linii tekstu: 11.
- Rozdzielczość ekranu: 176x220 px

### Dźwięki i wideo
- Polifoniczne dzwonki.
- Odtwarzacz MP3
- Nagrywanie dźwięków i wideo.
- Obsługiwane formaty audio: iMelody 1.2, MIDI, Wave, AMR

NB, PCM, ADPCM, AAC, MP3.
- Obsługiwane formaty wideo: H.263, MPEG-4 część 2.
- Alarm wibracyjny.